# Żegota
La organización Zegota, también llamada "Consejo de Ayuda a los Judíos", fue una sociedad secreta, creada el 4 de diciembre de 1942 por la resistencia polaca, a partir del anterior "Comité Provisional de Ayuda a los Judíos". El nombre Zegota, fue inventado por la resistente polaca y escritora Zofia Kossak-Szczucka Polonia fue el único país en la Europa ocupada por la Alemania nazi, donde existía una organización secreta creada por personas no judías, cuya finalidad principal era ayudar a los judíos. Una de las activistas más famosas de la organización fue la enfermera y trabajadora social Irena Sendler.